# Mesa Grande (Aguascalientes)
Mesa Grande es una localidad del estado mexicano de Aguascalientes. Es parte del municipio de Calvillo.

## Demografía
| Gráfica de evolución demográfica |
|                                  |

| Censo | Población |
| ----- | --------- |
| 1900  | 519       |
| 1910  | 79        |
| 1921  | 108       |
| 1930  | 88        |
| 1940  | 130       |
| 1950  | 131       |
| 1960  | 225       |
| 1970  | 192       |
| 1980  | 421       |
| 1990  | 838       |
| 2000  | 1 089     |
| 2010  | 1 149     |
| 2020  | 1 298     |